# По дороге с облаками
«По дороге с облаками» — советский рисованный мультипликационный фильм, созданный по сказкам Александра Костинского.

## Сюжет
Тигрёнок недоволен пасмурным днём: небо покрыто облаками и солнца не видно. Неунывающая Обезьянка зовёт его на прогулку. По дороге они встречают друзей: Крота и Слона, которые отправляются гулять вместе с ними. Далее они приходят к водоёму, откуда выходят Бегемот, Крокодил и Черепаха и тоже отправляются с ними на прогулку. Обезьянка запевает песни, а друзья их подхватывают. Прогулка длится целый день, и даже у Тигрёнка меняется настроение.

## Создатели
| Автор сценария             | Александр Костинский                       |
| Режиссёр                   | Юрий Бутырин                               |
| Художник-постановщик       | Александр Елизаров                         |
| Оператор                   | Игорь Шкамарда                             |
| Композитор                 | Владимир Быстряков                         |
| Звукооператор              | Виталий Азаровский                         |
| Песни на стихи:            | Т. Макаровой, Н. Олева                     |
| Художники-мультипликаторы: | Борис Тузанович, Михаил Першин, И. Самохин |
| Художники:                 | Г. Черникова, Н. Кудрявцева, Е. Строганова |
| Роли озвучивали:           | - Зинаида Нарышкина - Зоя Пыльнова         |
| Монтажёр                   | Любовь Георгиева                           |
| Редактор                   | Т. Бородина                                |
| Директор картины           | Л. Варенцова                               |